# Neokontxennaia piesa dlia mekhanitxeskogo pianino
Neokontxennaia piesa dlia mekhanitxeskogo pianino (Неоконченная пьеса для механического пианино, Peça inacabada per a piano mecànic) és una pel·lícula dramàtica soviètica de 1977 dirigida per Nikita Mikhalkov, qui també és coprotagonista. Està basat en l'obra de teatre Platonov d'Anton Txekhov.

## Argument
Alguns membres de la noblesa es reuneixen en una casa en la Rússia rural a principis del segle xx. A mesura que avança el dia, les relacions es desenvolupen, i sorgeix la pregunta de cap a on portaran aquestes noves relacions. L'ego i les màscares que porten des d'un principi, aniran caient una després d'una altra per a mostrar les seves passions i temors interns.

## Repartiment
- Alexander Kaliagin: Mikhail Vassilievitx Platonov[3]
- Elena Solovei: Sofia Iegorovna
- Evgenia Gluixenko: Saixenka
- Antonina Shuranova: Anna Petrovna Voinitseva
- Iuri Bogatiriov: Sergey Pavlovitx Voinitsev
- Oleg Tabakov: Pavel Petrovich Shcherbuk
- Nikolai Pastukhov: Porfiry Semyonovich Glagolyev
- Pavel Kadotnikov: Ivan Ivanovich Triletsky
- Nikita Mikhalkov: Nikolai Ivanovich Triletsky
- Anatoli Romaixin: Gerasim Kuzmich Petrin
- Natalya Nazarova: Verochka
- Ksenia Minina: Lizochka
- Sergei Nikonenko: Yakov
- Sergei Guriev: Petetxka

## Recepció
| Premi                                       | Data | Categoria      | Resultat  | Ref(s) |
| ------------------------------------------- | ---- | -------------- | --------- | ------ |
| Festival de Sant Sebastià                   | 1977 | Conquilla d'Or | Guanyador | [ 4 ]  |
| David di Donatello                          | 1977 | Premi Especial | Guanyador | [ 5 ]  |
| Festival Internacional de Cinema de Chicago | 1978 | Secció Oficial | Sí        | [ 6 ]  |
| Mostra Internacional de Cinema de São Paulo | 1981 | Secció Oficial | Sí        | [ 7 ]  |